# Aspilatopsis orthobates
Aspilatopsis orthobates är en fjärilsart som beskrevs av Louis Beethoven Prout 1917. Aspilatopsis orthobates ingår i släktet Aspilatopsis och familjen mätare. Inga underarter finns listade i Catalogue of Life.